# Natalija Kuszcz
Natalija Kuszcz-Mazuryk, ukr. Наталія Кущ (ur. 5 marca 1983 w Doniecku) – ukraińska lekkoatletka, tyczkarka.

## Sukcesy
- 5. miejsce na Mistrzostwach Świata Juniorów Młodszych w Lekkoatletyce (Bydgoszcz 1999)
- srebro mistrzostw Eurupy juniorów (Grosseto 2001)
- 6. miejsce podczas Mistrzostw Świata Juniorów (Kingston 2002)
- 3. miejsce w Superlidze Pucharu Europy (Florencja 2005)
- złoty medal Młodzieżowych mistrzostw Europy (Erfurt 2005)
- 2. lokata podczas Superligi Pucharu Europy (Monachium 2007)
- wielokrotne mistrzostwo Ukrainy

Kuszcz reprezentowała wielokrotnie Ukrainę w największych międzynarodowych imprezach, jednak bez większych sukcesów. Odpadła m.in. w eliminacjach skoku o tyczce na Igrzyskach olimpijskich  w Pekinie (2008) oraz na igrzyskach w Londynie (2012).

## Rekordy życiowe
- Skok o tyczce (stadion) – 4,52 m (2008)
- Skok o tyczce (hala) – 4,52 m (2008) były rekord Ukrainy